# Copa Libertadores 1964
De Copa Libertadores 1964 was de vijfde editie van dit continentale voetbalbekertoernooi van de CONMEBOL.
Aan deze editie namen elf clubs deel, waaronder voor het eerst een club uit Venezuela. Deelnemers waren de landskampioenen van Argentinië, Bolivia, Chili, Colombia, Ecuador, Paraguay, Peru, Uruguay en Venezuela. Uit Brazilië namen titelhouder/kampioen Santos en finalist EC Bahia van de Taça Brasil deel.
Het toernooi begon op 12 april en eindigde op 12 augustus. De Argentijnse club CA Independiente won zijn eerste titel door in de finale Nacional uit Uruguay te verslaan.
Als winnaar van deze editie speelde Independiente tegen Internazionale, de winnaar van de Europacup I, in de vijfde editie van de wereldbeker voetbal.

## Voorronde
De wedstrijden werden op 3 en 8 april gespeeld, beide in Caracas.
| Team #1          | Totaal | Team #2  | 1e wedstrijd | 2e wedstrijd |
| ---------------- | ------ | -------- | ------------ | ------------ |
| Deportivo Italia | 2 - 1  | EC Bahia | 0 - 0        | 2 - 1        |

## Groepsfase

### Groep 1
| Team          | Pnt | Pld | W | D | L | GF | GA | GD  |
| ------------- | --- | --- | - | - | - | -- | -- | --- |
| Nacional      | 7   | 4   | 3 | 1 | 0 | 9  | 2  | 7   |
| Cerro Porteño | 4   | 4   | 1 | 2 | 1 | 11 | 6  | 5   |
| Club Aurora   | 1   | 4   | 0 | 1 | 3 | 2  | 14 | −12 |

| 12 april 1964 |     |               |            |
| Club Aurora   | 2–2 | Cerro Porteño | Cochabamba |
| 19 april 1964 |     |               |            |
| Nacional      | 2–0 | Club Aurora   | Montevideo |
| 26 april 1964 |     |               |            |
| Cerro Porteño | 2–2 | Nacional      | Asunción   |
| 3 mei 1964    |     |               |            |
| Club Aurora   | 0–3 | Nacional      | Cochabamba |
| 10 mei 1964   |     |               |            |
| Nacional      | 2–0 | Cerro Porteño | Montevideo |
| 17 mei 1964   |     |               |            |
| Cerro Porteño | 7–0 | Club Aurora   | Asunción   |

### Groep 2
| Team             | Pts | Pld | W | D | L | GF | GA | GD |
| ---------------- | --- | --- | - | - | - | -- | -- | -- |
| CA Independiente | 7   | 4   | 3 | 1 | 0 | 11 | 3  | 8  |
| Millonarios      | 4   | 4   | 2 | 0 | 2 | 6  | 8  | −2 |
| Alianza Lima     | 1   | 4   | 0 | 1 | 3 | 5  | 11 | −6 |

| 17 mei 1964   |     |               |            |
| Millonarios   | 3–2 | Alianza Lima  | Bogota     |
| 31 mei 1964   |     |               |            |
| Independiente | 4–0 | Alianza Lima  | Avellaneda |
| 4 juni 1964   |     |               |            |
| Alianza Lima  | 2–2 | Independiente | Avellaneda |
| 7 juni 1964   |     |               |            |
| Independiente | 5–1 | Millonarios   | Avellaneda |
| 28 juni 1964  |     |               |            |
| Alianza Lima  | 1–2 | Millonarios   | Bogota     |
| 8 juli 1964   |     |               |            |
| Millonarios   | *   | Independiente | Bogota     |

* wedstrijd niet gespeeld. Wegens een meningsverschil tussen CONMEBOL en de Colombiaanse voetbalfederaties Adefútbol en Fedebol, nadat Independiente had geweigerd om naar Bogota te reizen. Aan Independiente werd de twee punten toegekend, maar geen doelpunten.

### Groep 3
| Team             | Pnt | Pld | W | D | L | GF | GA | GD |
| ---------------- | --- | --- | - | - | - | -- | -- | -- |
| Colo-Colo        | 6   | 4   | 3 | 0 | 1 | 9  | 7  | 1  |
| Barcelona SC     | 4   | 4   | 2 | 0 | 2 | 9  | 4  | 5  |
| Deportivo Italia | 2   | 4   | 1 | 0 | 3 | 2  | 9  | −7 |

| 3 mei 1964       |     |                  |           |
| Barcelona SC     | 0–1 | Deportivo Italia | Guayaquil |
| 7 mei 1964       |     |                  |           |
| Colo-Colo        | 4–0 | Deportivo Italia | Santiago  |
| 13 mei 1964      |     |                  |           |
| Barcelona SC     | 2–3 | Colo-Colo        | Guayaquil |
| 17 mei 1964      |     |                  |           |
| Deportivo Italia | 1–2 | Colo-Colo        | Caracas   |
| 24 mei 1964      |     |                  |           |
| Deportivo Italia | 0–3 | Barcelona SC     | Caracas   |
| 28 mei 1964      |     |                  |           |
| Colo-Colo        | 0–4 | Barcelona        | Santiago  |

## Halve finale
De confrontatie Santos - Independiente werd op 15 en 22 juli gespeeld, Colo-Colo - Nacional op 15 juli en 1 augustus.
| Team #1   | Totaal | Team #2          | 1e wedstrijd | tweede wedstrijd |
| --------- | ------ | ---------------- | ------------ | ---------------- |
| Santos    | 3 - 5  | CA Independiente | 2 - 3        | 1 - 2            |
| Colo-Colo | 4 - 8  | Nacional         | 2 - 4        | 2 - 4            |

## Finale
De wedstrijden werden op 6 en 12 augustus gespeeld. De eerste wedstrijd stond onder leiding van de Nederlander Leo Horn.
| Team #1  | Totaal | Team #2          | 1e wedstrijd | 2e wedstrijd |
| -------- | ------ | ---------------- | ------------ | ------------ |
| Nacional | 0 - 1  | CA Independiente | 0 - 0        | 0 - 1        |

## Kampioen
|                             |
| Vlag van Argentinië         |
| CA Independiente 1ste titel |

1948 · 1960 · 1961 · 1962 · 1963 · 1964 · 1965 · 1966 · 1967 · 1968 · 1969 · 1970 · 1971 · 1972 · 1973 · 1974 · 1975 · 1976 · 1977 · 1978 · 1979 · 1980 · 1981 · 1982 · 1983 · 1984 · 1985 · 1986 · 1987 · 1988 · 1989 · 1990 · 1991 · 1992 · 1993 · 1994 · 1995 · 1996 · 1997 · 1998 · 1999 · 2000 · 2001 · 2002 · 2003 · 2004 · 2005 · 2006 · 2007 · 2008 · 2009 · 2010 · 2011 · 2012 · 2013 · 2014 · 2015 · 2016 · 2017 · 2018 · 2019 · 2020 · 2021 · 2022 · 2023